# Non farmi andar via
Non farmi andar via (Don't Make Me Go) è un film del 2022 diretto da Hannah Marks.

## Trama
Un padre, malato terminale, decide di affrontare un viaggio con la figlia dalla California a New Orleans alla ricerca della madre della ragazza che li ha abbandonati da tempo e con la speranza di ricongiungersi con lei.

## Distribuzione
Il film è stato distribuito sulla piattaforma Amazon Prime Video dal 15 luglio 2022.